# Схема Ель-Гамаля
Схема Ель-Гамаля (ElGamal) — криптосистема з відкритим ключем, яку засновано на складності обчислення дискретних логарифмів у скінченному полі. Криптосистема включає у себе алгоритм шифрування і алгоритм цифрового підпису. Схема Ель-Гамаля лежить в основі колишніх стандартів електронного цифрового підпису в США (DSA) і Росії (ГОСТ Р 34.10-94).
Схему запропонував Тахер Ель-Гамаль 1985 року. Ель-Гамаль розробив один з варіантів алгоритму Діффі-Геллмана. Він удосконалив систему Діффі-Геллмана й отримав два алгоритми, які призначено для шифрування та для автентифікації. На відміну від RSA, алгоритм Ель-Гамаля не запатентовано, і тому він став дешевшою альтернативою, оскільки оплата внесків за ліцензію не потрібна. Вважається, що алгоритм потрапляє під дію патенту Діффі-Геллмана.

## Генерація ключів
1. Генерується випадкове просте число {\displaystyle ~p} бітів.
2. Обирається випадковий примітивний елемент {\displaystyle ~g} поля {\displaystyle \mathbb {Z} _{p}}.
3. Обирається випадкове ціле число {\displaystyle ~x} таке, що {\displaystyle ~1<x<p-1}.
4. Обчислюється {\displaystyle ~y=g^{x}\,{\bmod {\,}}p}.
5. Відкритий ключ — це трійка {\displaystyle \left(p,g,y\right)}, а приватний ключ — це число {\displaystyle ~x}.

## Робота в режимі шифрування
Шифросистема Ель-Гамаля — один зі способів створення відкритих ключів Діффі - Геллмана. Шифрування за схемою Ель-Гамаля не слід плутати з алгоритмом цифрового підпису за схемою Ель-Гамаля.

### Шифрування
Повідомлення {\displaystyle ~M} шифрується так:
1. Обирається сесійний ключ — випадкове ціле число {\displaystyle ~k} таке, що {\displaystyle ~1<k<p-1}
2. Обчислюються числа {\displaystyle a=g^{k}\,{\bmod {\,}}p} і {\displaystyle b=y^{k}M\,{\bmod {\,}}p}.
3. Пара чисел {\displaystyle \left(a,b\right)} є шифротекстом.

Неважко бачити, що довжина шифротексту в схемі Ель-Гамаля є довшою за повідомлення {\displaystyle M} удвічі.

### Розшифрування
Знаючи приватний ключ {\displaystyle ~x}, повідомлення {\displaystyle M} можна обчислити з шифротексту  {\displaystyle \left(a,b\right)} за формулою:
{\displaystyle M=b(a^{x})^{-1}\,{\bmod {\,}}p.}
При цьому неважко перевірити, що
{\displaystyle ~(a^{x})^{-1}\equiv g^{-kx}{\pmod {p}}}
і тому
{\displaystyle ~b(a^{x})^{-1}\equiv (y^{k}M)g^{-xk}\equiv (g^{xk}M)g^{-xk}\equiv M{\pmod {p}}}.
Для практичних обчислень більше підходить така формула:
{\displaystyle M=b(a^{x})^{-1}\,{\bmod {\,}}p=b\cdot a^{(p-1-x)}\,{\bmod {\,}}p}

### Приклад
- Шифрування
  1. Припустімо, що потрібно зашифрувати повідомлення {\displaystyle ~M=5}.
  2. Згенеруймо ключі:
    1. Нехай {\displaystyle ~p=11,g=2}. Оберімо {\displaystyle ~x=8} — випадкове ціле число  {\displaystyle ~x} таке, що {\displaystyle ~1<x<p}.
    2. Обчислімо {\displaystyle ~y=g^{x}{\bmod {p}}=2^{8}{\bmod {11}}=3}.
    3. Отже, відкритий ключ — це трійка {\displaystyle ~(p,g,y)=(11,2,3)}, а приватний ключ — це число {\displaystyle ~x=8}.

  3. Оберімо випадкове ціле число {\displaystyle ~k} таке, що 1 < k < (p − 1). Нехай {\displaystyle ~k=9}.
  4. Обчислімо значення {\displaystyle ~a=g^{k}{\bmod {p}}=2^{9}{\bmod {11}}=512{\bmod {11}}=6}.
  5. Обчислімо значення {\displaystyle ~b=y^{k}M{\bmod {p}}=3^{9}5{\bmod {11}}=19683\cdot 5{\bmod {11}}=9}.
  6. Отримана пара {\displaystyle ~(a,b)=(6,9)} є шифротекстом.
- Розшифрування
  1. Необхідно отримати повідомлення {\displaystyle ~M=5} за відомими шифротекстом {\displaystyle ~(a,b)=(6,9)}та приватним ключем {\displaystyle ~x=8}.
  2. Обчислімо {\displaystyle M} за формулою: {\displaystyle ~M=b(a^{x})^{-1}{\bmod {p}}=9(6^{8})^{-1}\mod {11}=5}
  3. Отримали повідомлення {\displaystyle ~M=5}.

Через те, що до схеми Ель-Гамаля вводиться випадкова величина {\displaystyle k}, шифр Ель-Гамаля можна назвати шифром багатозначної заміни. Через випадковість вибору числа {\displaystyle ~k} таку схему ще називають схемою імовірнісного шифрування. Імовірнісний характер шифрування — це перевага для схеми Ель-Гамаля, тому що у схем імовірнісного шифрування спостерігається більша стійкість у порівнянні зі схемами з певним процесом шифрування. Вадою схеми шифрування Ель-Гамаля можна назвати подвоєння довжини зашифрованого тексту в порівнянні з початковим текстом. Для схеми імовірнісного шифрування саме повідомлення {\displaystyle M} і ключ не визначають шифротекст однозначно. У схемі Ель-Гамаля необхідно використовувати різні значення випадкової величини {\displaystyle k} для шифрування різних повідомлень {\displaystyle M} і {\displaystyle M'}. Якщо використовувати однакові {\displaystyle k}, то для відповідних шифротекстів {\displaystyle (a,b)} і {\displaystyle (a',b')} виконується співвідношення {\displaystyle b(b')^{-1}=M(M')^{-1}}. З цього виразу можна легко обчислити {\displaystyle M'}, якщо відоме {\displaystyle M}.

## Робота в режимі підпису
Цифровий підпис підтверджує (або спростовує) недоторканності підписаних даних, а також те, що дані підписав їхній власник. Одержувач підписаного повідомлення може використовувати цифровий підпис для доказу третій стороні того, що підпис дійсно зробив їх відправник. При роботі в режимі підпису передбачається наявність фіксованої геш-функції {\displaystyle ~h(\cdot )}, значення якої лежать в інтервалі {\displaystyle \left(1,p-1\right)}.

### Підпис повідомлень
Для підпису повідомлення {\displaystyle ~M} виконуються наступні операції:
1. Обчислюється дайджест повідомлення {\displaystyle ~M}: {\displaystyle ~m=h(M).}
2. Обирається випадкове число {\displaystyle ~1<k<p-1} взаємно просте з {\displaystyle ~p-1} і обчислюється {\displaystyle ~r=g^{k}\,{\bmod {\,}}p.}
3. Обчислюється число  {\displaystyle s\,\equiv \,(m-xr)k^{-1}{\pmod {p-1}}}.
4. Підписом повідомлення {\displaystyle ~M} вважається пара {\displaystyle \left(r,s\right)}.

### Перевірка підпису
Знаючи відкритий ключ {\displaystyle \left(p,g,y\right)} і підпис {\displaystyle \left(r,s\right)}, повідомлення {\displaystyle ~M} перевіряється так:
1. Перевіряються дві умови: {\displaystyle ~0<r<p} і {\displaystyle ~0<s<p-1}. Якщо хоча б одна з них не виконується, то підпис вважається недійсним.
2. Обчислюється дайджест {\displaystyle ~m=h(M).}
3. Підпис вважається справжнім, якщо виконується рівність:
{\displaystyle ~y^{r}r^{s}\equiv g^{m}{\pmod {p}}.}

### Приклад
- Підпис повідомлення.
  1. Припустімо, що потрібно підписати повідомлення {\displaystyle ~M=baaqab}.
  2. Згенеруймо ключі:
    1. Нехай {\displaystyle ~p=23} та {\displaystyle ~g=5} змінні, які відомі у деякій спільноті. Секретний ключ {\displaystyle ~x=7} — випадкове ціле число {\displaystyle ~x}, таке, що {\displaystyle ~1<x<p}.
    2. Обчислімо відкритий ключ {\displaystyle ~y}: {\displaystyle ~y=g^{x}{\bmod {p}}=5^{7}{\bmod {2}}3=17}.
    3. Отже, відкритий ключ — це трійка {\displaystyle ~(p,g,y)=(23,5,17)}.

  3. Тепер обчислімо геш-функцію: {\displaystyle ~h(M)=h(baaqab)=m=3}.
  4. Оберімо випадкове число {\displaystyle ~k} таке, щоб виконувалася умова {\displaystyle 1<k<p-1}. Нехай {\displaystyle ~k=5}.
  5. Обчислімо {\displaystyle ~r=g^{k}modp=5^{5}{\bmod {2}}3=20}.
  6. Знайдімо число {\displaystyle s\,\equiv \,(m-xr)k^{-1}{\pmod {p-1}}}. Таке {\displaystyle ~s} існує, тому що НСД ( k ,  p  - 1) = 1. Отримуємо {\displaystyle ~s=21}.
  7. Отже, ми підписали повідомлення: {\displaystyle ~<baaqab,20,21>}.
- Перевірка справжності отриманого повідомлення.
  1. Обчислімо геш-функцію: {\displaystyle ~h(M)=h(baaqab)=m=3}.
  2. Перевірмо рівність {\displaystyle ~y^{r}\cdot r^{s}\equiv g^{m}{\pmod {p}}}.
  3. Обчислімо ліву частину по модулю 23: {\displaystyle ~17^{20}\cdot 20^{21}{\bmod {2}}3=16\cdot 15{\bmod {2}}3=10}.
  4. Обчислімо праву частину по модулю 23: {\displaystyle ~5^{3}{\bmod {2}}3=10}.
  5. Оскільки права і ліва частини рівні, то підпис справжній.

Головна перевага схеми цифрового підпису Ель-Гамаля — це можливість створювати цифрові підписи для великого числа повідомлень з використанням тільки одного секретного ключа. Для підробки підпису зловмиснику потрібно зробити складні математичні розрахунки з перебуванням логарифму в полі {\displaystyle \mathbb {Z} _{p}}.
Слід додати кілька коментарів:
- Випадкове число {\displaystyle ~k} необхідно знищувати одразу після обчислення підпису, оскільки якщо зловмисник знає випадкове число {\displaystyle ~k} і сам підпис, він легко може знайти секретний ключ за формулою: {\displaystyle ~x=(m-ks)r^{-1}{\bmod {(}}p-1)} і повністю підробити підпис.

Число {\displaystyle ~k} повинно бути випадковим і не повинно дублюватися для різних підписів, отриманих при однаковому значенні секретного ключа.
- Використання згортки {\displaystyle ~m=h(M)} пояснюється тим, що це захищає підпис від перебору повідомлень за відомими зловмисникові значеннями підпису. Приклад: якщо вибрати випадкові числа {\displaystyle ~i,j}, що задовольняють умовам {\displaystyle ~0<i<{p-1},0<j<{p-1}}, НОД (j,p-1)=1 і припустити що
{\displaystyle ~r=g^{i}\cdot y^{-j}{\bmod {p}}}
{\displaystyle ~s=r\cdot j^{-1}{\bmod {(}}p-1)}
{\displaystyle ~m=r\cdot i\cdot j^{-1}{\bmod {(}}p-1)},

то легко переконатися в тому, що пара {\displaystyle ~(r,s)}  — це справжній цифровий підпис повідомлення {\displaystyle ~x=M}.
- Цифровий підпис Ель-Гамаля став прикладом для побудови інших підписів, схожих за своїми властивостями. В їхній основі лежить рівність {\displaystyle ~y^{A}\cdot r^{B}=g^{C}(modp)}, в якій трійка {\displaystyle ~(A,B,C)} набуває значення однієї з перестановок ± r, ± s і ± m при якомусь виборі знаків. Наприклад, вихідна схема Ель-Гамаля утворюється за {\displaystyle ~A=r},{\displaystyle ~B=s}, {\displaystyle ~C=m}. На такому принципі побудови підпису зроблено стандарти цифрового підпису США та Російської Федерації. В американському стандарті DSS (Digital Signature Standard) використовуються значення {\displaystyle ~A=r}, {\displaystyle ~B=-s},{\displaystyle ~C=m}, а в російському — {\displaystyle ~A=-x}, {\displaystyle ~B=-m}, {\displaystyle ~C=s}.
- Наступна перевага — це можливість зменшити довжину підпису за допомогою заміни пари чисел {\displaystyle ~(s,m)} на пару чисел {\displaystyle ~(s{\bmod {q}},m{\bmod {q}}}), де {\displaystyle ~q} — якийсь простий дільник числа {\displaystyle ~(p-1)}. При цьому рівняння для перевірки підпису по модулю {\displaystyle ~p} потрібно замінити на нове рівняння по модулю {\displaystyle ~q}: {\displaystyle (~y^{A}\cdot r^{B}){\bmod {p}}=g^{C}{\pmod {q}}}. Так зроблено в американському стандарті DSS (Digital Signature Standard).

## Криптостійкість і особливості
Нині криптосистеми з відкритим ключем вважаються найперспективнішими. До них належить і схема Ель-Гамаля, криптостійкість якої засновано на обчислювальній складності проблеми дискретного логарифмування, де за відомими  p ,  g  та  y  потрібно обчислити  x , що задовольняє рівнянню:
{\displaystyle ~y\equiv g^{x}{\pmod {p}}.}
Існує велика кількість алгоритмів, заснованих на схемі Ель-Гамаля: це алгоритми DSA, ECDSA, KCDSA, схема Шнорра.
Порівняння деяких алгоритмів:
| Алгоритм | Ключ        | Призначення         | Крипостійкість, MIPS                                                                                 | Примітки |
| RSA      | До 4096 біт | Шифрування і підпис | 2,7•1028 для ключа завдовжки 1300 біт                                                                | Засновано на складності розв'язання проблеми факторизації великих чисел; один із перших асиметричних алгоритмів. Включено до багатьох стандартів.                                                        |
| ElGamal  | До 4096 біт | Шифрування і підпис | За однакової довжини ключа криптостійкість дорівнює RSA, тобто 2,7•1028 для ключа завдовжки 1300 біт | Засновано на складності обчислення дискретних логарифмів у скінченному полі; дозволяє швидко генерувати ключі без зниження стійкості. Використовується в алгоритмі цифрового підпису DSA-стандарту DSS   |
| DSA      | До 1024 біт | Тільки підписування | | Засновано на складності розв'язання проблеми дискретного логарифмування у скінченному полі; ухвалено як державний стандарт США; застосовується для секретних і несекретних комунікацій; розробник — АНБ. |
| ECDSA    | До 4096 біт | Шифрування і підпис | Криптостійкість і швидкість роботи вище, ніж у RSA                                                   | Сучасний напрямок. Його розробляють багато провідних математиків. |